# گلبهار میرزایوا
گلبهار "گُلیا" میرزایوا (به تاجیکی: Гулбаҳор Мирзоева ؛ به فرانسوی: Gulya Mirzoeva ؛ زاده ۱۲ مارس ۱۹۵۹ در استالین آباد، تاجیکستان)  کارگردان، نویسنده و شاعر تاجیک‌تبار اهل فرانسه است که آثار خود را به روسی و فرانسوی منتشر می‌کند. او عضو انجمن کارگردانان و نویسندگان سینمای فرانسه است.

## زندگی‌نامه
میرزایوا دختر غفار میرزا (به تاجیکی: Ғаффор Мирзоев؛ زاده ۱۹۲۹ - درگذشته ۲۰۰۶) شاعر و مترجم و مجیبه یعقوبووا (به تاجیکی: Мухиба Якубова؛ زاده ۱۹۳۷) بیوشیمی‌دان تاجیک در ۱۲ مارس ۱۹۵۹ زاده شد.
میرزایوا  از انستیتو ادبیات ماکسیم گورکی در مسکو در سال ۱۹۸۱ فارغ التحصیل و پس از آن به‌عنوان رئیس بخش شعر مجله ادبی و هنری پامیر در دوشنبه مشغول به کار شد. در سال ۱۹۸۳ نخستین کتاب شعر خود را منتشر کرد و در سال ۱۹۸۷ به عضویت اتحادیه نویسندگان شوروی در آمد. او اولین فیلم مستند خود را برای «تاجیک فیلم» ساخت. در سال ۱۹۹۲ به فرانسه نقل مکان کرد و تا سال ۱۹۹۵ در دانشگاه سوربن به تحصیل زبان فرانسه پرداخت. او سپس از سال ۱۹۹۶ تا ۲۰۰۰ در استراسبورگ زندگی و کار کرد. او افزون بر تدریس در دانشگاه استراسبورگ، از سال ۱۹۹۸ ده‌ها فیلم مستند را برای تلویزیون فرانسه و آرته کارگردانی کرد.
میرزایوا تابعیت فرانسه را به دست آورده و یکی از اعضای جامعه مدنی نویسندگان چند رسانه‌ای است که حقوق کپی رایت را مدیریت می کند. او یک پسر و یک دختر دارد.

## فیلم‌شناسی

### کارگردانی فیلم‌های مستند
- دوو (۱۹۹۰، مستند کوتاه)
- شبات (۱۹۹۱، مستند کوتاه)
- ورای جنگل (۱۹۹۹)
- بازگشت به دوشنبه (۲۰۰۰)
- زمان مرزها (۲۰۰۶)
- هفت روز از زندگی بابانوئل (۲۰۰۶)
- میخائیل گورباچف، رازهای ساده (۲۰۱۲)
- افغانستان ۱۹۷۹ (۲۰۱۴)
- دانشمند، شیاد و استالین: چگونه مردم را تغذیه کنیم (۲۰۱۸)
- آسیای میانه، ندای داعش (۲۰۲۰)

### نویسندگی فیلم‌های مستند
- بازگشت به دوشنبه (۲۰۰۰)
- افغانستان ۱۹۷۹ (۲۰۱۴)

### فیلم‌برداری فیلم‌های مستند
- آسیای میانه، ندای داعش (۲۰۲۰)

## شرکت در جشنواره‌ها
- ۱۹۹۰: جشنواره فیلم مستند، وورونژ
- ۱۹۹۰: جشنواره مستند-فیلم تالین، تالین: نخستین جایزه
- ۱۹۹۱: جشنواره بین‌المللی فیلم کوتاه و انیمیشن سن پترزبورگ
- ۱۹۹۱: داک لایپزیک، جشنواره بین‌المللی فیلم مستند و انیمیشن، لایپزیک
- ۱۹۹۹: جشنواره بین‌المللی فیلم مارسی، مارسی
- ۱۹۹۹: جشنواره بین‌المللی فیلم آنتالیا
- ۲۰۰۱: جشنواره بین‌المللی فیلم حقیقت، پاریس
- ۲۰۰۱: جشنواره بین‌المللی فیلم وین، وین
- ۲۰۰۴: جشنواره فیلم یهودی نیویورک، نیویورک
- ۲۰۰۶: جشنواره بین‌المللی فیلم کوتاه کلرمون-فران، کلرمون-فران
- ۲۰۰۷: جشنواره فیلم لا روشل: جایزه بزرگ
- ۲۰۱۲: جشنواره بین‌المللی برنامه‌های دید و شنودی (FIPA)، بیاریتز